# 顒
顒是中国神话里的妖怪，样子像猫头鹰，人的脸但四个眼睛和有耳朵，叫声是自己的名字，出现会大旱。《山海经·南山經》：“又东四百里，曰令丘之山，无草木，多火。其南有谷焉，曰中谷，条风自是出。有鸟焉，其状如枭，人面四目而有耳，其名曰颙，其鸣自号也，见则天下大旱。”